# ティグレス・デル・リセイ
ティグレス・デル・リセイ（スペイン語: Tigres del Licey）は、ドミニカ共和国ウインターリーグのプロ野球団。

## 概要
日本では、中日ドラゴンズやソフトバンクホークスの又吉克樹が所属していた他、元オリックス・バファローズのアルフレッド・フィガロや元中日の投手ワーナー・マドリガルなど、日本のプロ野球経験者も在籍したことがあることで知られている。野手のエステバン・ヘルマンがトロス（通称アズカレロス）でプレーしていた。
2022〜2023年シーズンには、元阪神タイガースのメル・ロハス・ジュニアがチームの優勝を決めるサヨナラタイムリーを放ったと報じられた。